# Haemaphysalis indica
Haemaphysalis indica är en fästingart som beskrevs av Warburton 1910. Haemaphysalis indica ingår i släktet Haemaphysalis och familjen hårda fästingar. Inga underarter finns listade i Catalogue of Life.